# نادي فيروفياريو دا بيرا
نادي فيروفياريو دا بيرا هو نادي كرة قدم موزمبيقي تأسس سنة 1924 من مدينة بيرا، يمارس بالدوري الموزمبيقي الدرجة الأولى، والملعب الذي يحتضن مبارياته هو ملعب فيروفيارو.

## الألقاب
- الدوري الموزمبيقي : 1

2016
- كأس موزمبيق : 3

2005 / 2013 / 2014

## روابط خارجية
- معلومات النادي - soccerway.com